# Sumbat I. od Klardžetije
Sumbat I. (gruz. სუმბატ I; umro 899.), iz dinastije Bagration bio je gruzijski knez Tao-Klardžetije i nasljedni vladar Klardžetije od oko 870. godine do njegove smrti.
Sin Adarnaza II., Sumbat je provinciju Klardžetiju dobio kao apanažu u kojoj je vladao s naslovom mampali, koji je izgleda prešla na Sumbata i njegovo potomstvo nakon izumiranja linije Guaram Mampali. Također je nosio bizantsku titulu prokonzula patricija (antipatrikios, ανθύπατος πατρίκιος). Stolovao je u Artanudži (moderni Ardanuç, Turska), koji se krajem 9. stoljeća počeo razvijati u uspješno trgovačko središte. Otuda dolazi njegov teritorijalni epitet Artanudželi (არტანუჯელი), tj. "od Artanudžija". Konstantin Porfirogenet Sumbata naziva "Velikim". U svom djelu O upravljanju carstvom spominje ga kao Symbatius.
Osim Klardžetije, Sumbat je morao posjedovati i Adžariju i Nigali, jer se oni nalaze i među posjedima njegovog sina Davida (umro 943.) Sumbat je imao i mlađeg sina Bagrata Mampalija (umro 900.) Muzej umjetnosti Gruzije u Tbilisiju posjeduje križ relikvijara s kraja 9. stoljeća,  čija se posveta odnosi na Sumbatovu suprugu Hosrovanuš i njezine sinove Bagrata i Davida. Supruga Hosrovanuš se ne spominje u drugim izvorima.
Naslijedio ga je Bagrat I.